# Дрост, Йоханнес
Йоханнес Дрост (нидерл. Johannes Drost; 22 июня 1880, Роттердам — 18 сентября 1954, Роттердам) — нидерландский пловец, бронзовый призёр летних Олимпийских игр 1900.
На Играх Дрост участвовал только в плавании на 200 м на спине. Он занял второе место в полуфинале, но показал один из лучших результатов в этом раунде и прошёл дальше. В финале он занял третье место, получив бронзовую медаль.